# Septoria petroselini
Septoria petroselini è una specie di fungo ascomicete della famiglia delle Mycosphaerellaceae. Parassita, causa la septoriosi delle piante di prezzemolo.